# Małgorzata Buczkowska
Małgorzata Buczkowska-Szlenkier, née le 25 août 1976 à Lublin, est une actrice polonaise de cinéma, de télévision et de théâtre.

## Biographie
Durant son enfance, elle découvre le théâtre grâce aux ateliers organisés par Halina (en) et Jan Machulski. Après sa scolarité secondaire achevée aux États-Unis, elle revient en Pologne pour faire des études à l'École nationale supérieure de théâtre Ludwik-Solski de Cracovie qu'elle termine en 2002. 
Elle travaille ensuite notamment au théâtre Stefan-Jaracz de Łódź (pl) et au Teatr Polski de Wrocław (pl) et figure au palmarès de plusieurs festivals de théâtre. À partir de 2012, elle travaille également au théâtre des variétés de Varsovie, jouant dans la pièce La Chauve-souris (Denevér, avagy az én kis temetőm) de Kornél Mundruczó.
Elle entame parallèlement une riche carrière au cinéma et à la télévision.
Vie privée
Elle est mariée à l'acteur Ksawery Szlenkier (pl), dont elle a trois enfants.

## Filmographie

### Cinéma
- 2002 : Chopin : Le Désir d'amour de Jerzy Antczak
- 2005 : Ode à la joie (pl) d'Anna Kazejak-Dawid (en) : Aga
- 2005 : Masz na imię Justine (Your Name Is Justine) de Franco de Peña (en) : Hania
- 2006 : Kilka fotografii : Ewelina
- 2006 : Statyści (pl) de Michał Kwieciński : Dorota
- 2008 : Quatre nuits avec Anna de Jerzy Skolimowski : l'amie d'Anna
- 2008 : To nie tak jak myślisz, kotku (pl) de Sławomir Kryński (pl) : la sœur de Dominik
- 2008 : 0 1 0 (pl) de  Piotr Łazarkiewicz (pl) : Lena
- 2009 : Ile waży koń trojański? (pl) de Juliusz Machulski : Teresa
- 2009 : Jestem Twój (pl) (Je suis à toi) de Mariusz Grzegorzek : Marta
- 2009 : Zero (pl) de Paweł Borowski  : une infirmière
- 2010 : Kołysanka (pl) de Juliusz Machulski : Bożena Makarewiczowa
- 2011 : Pokaż kotku, co masz w środku (pl) de Sławomir Kryński (pl) : Dominika, infirmière
- 2011 : Les Impliqués de Jacek Bromski : Hanna Kwiatkowska
- 2012 : Ostra randka (pl) de  Maciej Odoliński (pl) : Lili
- 2013 : Podejrzani zakochani (pl)de Sławomir Kryński (pl) : une fille à lunettes
- 2013 : Stacja Warszawa (pl), de Maciej Cuske, Kacper Lisowski, Nenad Miković, Mateusz Rakowicz et Tymon Wyciszkiewicz : la fille de Filip
- 2014 : Facet (nie)potrzebny od zaraz (pl) de Weronika Migoń (pl) : Asia, la femme de Michał
- 2018 : Fugue d'Agnieszka Smoczyńska : Ewa
- 2019 : Na bank się uda de Szymon Jakubowski (pl) : Zuza
- 2019 : Wszystko dla mojej matki de Małgorzata Imielska : Agata

### Télévision
- 2003 : Glina (pl) (Flic) de Władysław Pasikowski : Ewa Wasiak (épisode 3)
- 2003–2005 : Sprawa na dziś (pl) de Mikołaj Haremski : Zośka, opératrice de Sprawa na dziś
- 2003 : Kasia i Tomek (pl), adaptation du feuilleton canadien Un gars, une fille par Jerzy Bogajewicz (pl) (Yurek Bogayevicz) : une infirmière (épisode 31)
- 2003 : Na dobre i na złe (pl) : Beata, amie d'Agnieszka (épisode 165); Maryla Solska (épisode 553)
- 2004 : Pensjonat pod Różą (pl) : Teresa Król (épisode 8)
- 2005 : Kryminalni (pl) : Agnieszka (épisode 24)
- 2006 : Mrok (pl) de Jacek Borcuch (pl) : Ola (épisodes 1, 5-6, 8)
- 2006 : Królowie śródmieścia (pl)] d'Anna Jadowska (pl) : Adrianna (épisode 6)
- 2007 : Twarzą w twarz (pl) de Patryk Vega (pl) : la fille de Wnuk
- 2007 : Prawo miasta (pl) de Krzysztof Lang (pl) : Monika Bielik
- 2007 : Odwróceni (pl) : la psychologue Ludmiła (épisodes 7-8, 10)
- 2008–2009 : Londyńczycy (pl) (The Londoners) et Londyńczycy 2 : Wiola
- 2008–2012 : Barwy szczęścia (pl)] : Blanka Filipska
- 2008 : Hotel pod żyrafą i nosorożcem (pl) de Marek Stacharski : Gosia (épisode 7)
- 2009 : Sprawiedliwi (pl) de Waldemar Krzystek : Bogna Kowalska
- 2009 : Naznaczony (pl) : Basia (épisode 11)
- 2011 : Komisarz Alex (pl) (adaptation polonaise de Rex, chien flic : Marta Lipska (épisode 7)
- 2011, 2013 : Głęboka woda (pl) de Magdalena Łazarkiewicz : Marta Okulicka
- 2012 : Krew z krwi (pl) de Xawery Żuławski : Marlena Rota-Wieczorek (épisodes 1-7)
- 2012 : Prawo Agaty (pl) de  Maciej Migas (pl)  : Renata Morawska (épisode. 19)
- 2014 : Ojciec Mateusz la professeure Maria Stawska (épisode 142)
- 2015 : Prokurator (pl) de Jacek Filipiak (pl) et Maciej Pieprzyca : Krystyna Wysocka (épisode 2)
- 2016 : Komisja morderstw (pl) de Jarosław Marszewski (pl) et Adrian Panek : inspecteur Alicja Grześkowiak (un des rôles principaux)
- 2019 : Komisarz Alex (pl) : Renata Brodzka (épisode 147)
- 2019 : Géométrie de la mort (Zasada przyjemności) de Dariusz Jabłoński : commandant Maria Sokołowska (un des rôles principaux)
- 2019–2020 : Korona królów (pl) : la reine Élisabeth de Bosnie, mère d'Hedwige d'Anjou

## Récompenses
Elle a reçu le prix Zlota Maska (Masque d'or) à plusieurs reprises (2004, 2005, 2007), a été deux fois nommée pour le prix Zbyszek-Cybulski (2008, 2009) et a eu d'autres distinctions pour des rôles au théâtre.